# 韓浩
韓 浩（かん こう、生没年不詳）は、中国後漢末期の武将・政治家。曹操に仕えた。司隷河内郡の人。字は元嗣。養子は韓栄。妻は杜氏か。『三国志』魏志「諸夏侯曹伝」、およびそれが引く『魏書』に多くの記述がある。屯田制を提唱した優れた政治家として伝わるが、『演義』では韓玄の弟で愚鈍な武将の設定である。

## 生涯

### 夏侯惇に見出される
後漢末の戦乱の中、故郷の県が山岳地帯に隣接していたため、韓浩は人を集めて盗賊から県を自衛した（『魏書』）。
後に王匡から従事に任命され、董卓を討つため兵を率いて孟津に出兵した。董卓が、河陰県令であった妻の父の杜陽を人質にして韓浩を招いたが、彼は応じなかった。この話を聞いた袁術は韓浩の態度に感心し、韓浩を招いて騎都尉とした（『魏書』）。
その後、韓浩の名声を聞いた夏侯惇は彼との面会を要望し、韓浩を大いに評価した。夏侯惇は韓浩に兵を率いさせ、征伐に随行させた（『魏書』）。
興平元年（194年）、呂布との戦いで夏侯惇が人質となった際には、主のいない軍をまとめ、かつ夏侯惇を人質にした者に対し厳しい態度で臨み、夏侯惇には国法を守るため、見殺しにすることを涙ながらに詫び、そのまま攻撃を加えた。夏侯惇を人質にしていた者が叩頭して謝罪したが、韓浩は赦さずに斬り捨て、夏侯惇を救出した。この態度は曹操に称えられ、韓浩のやり方はそのまま法律として用いられた。以後、人質を使う者が後を絶ったという。

### 曹操の護軍として
建安元年（196年）、曹操が政治について議論を行わせた時、韓浩は棗祗と共に屯田を急いで行なうよう提言したため、曹操に喜ばれ護軍への昇格を果たした（『魏書』）。
韓浩は領軍の史渙と共に忠義と武勇によって名を挙げ、列侯に封じられた。
建安12年（207年）、曹操が烏桓を討つため柳城まで遠征しようとした時、史渙は遠征に消極的であったので、韓浩と相談し協力して曹操を諌めようとした。しかし韓浩は「殿が計画を発動する時、そこに遺漏は無い。私とあなたは中軍の指揮官なのだから、兵士の士気を削ぐ様な事をすべきではない」と逆に史渙を説得した。韓浩は曹操に随行して功績を立て、官号を中護軍に改められ、配下に長吏と司馬をつけることを赦された（『魏書』）。
建安20年（215年）、曹操が漢中の張魯討伐に遠征すると、韓浩もそれに従軍した。張魯を降伏させた後、諸軍を統括し漢中を鎮守する者として、智略に優れた韓浩を推す声が強かったが、曹操は「わしが護軍無しにはできぬ」と難色を示し、供に帰還した（『魏書』）。漢中の軍事は杜襲が統括することとなり、夏侯淵と張郃が守将となった。
曹操は韓浩を大いに信任していたので、彼が病死するとその死を惜しんだ。韓浩には子がなかったので、一族の韓栄が養嗣子として後を継いだ（『魏書』）。

## 演義での韓浩
小説『三国志演義』では、当初は博望坡の戦いで夏侯惇の部下として登場し、劉備軍の諸葛亮の火計に敗れている。後に漢中攻防戦で夏侯淵配下の武将として登場するが、このとき長沙太守韓玄の弟として紹介される。劉備軍に投降していた黄忠が、自分の兄を殺害したと思いこみ、張郃や夏侯尚と共に兄の恨みを晴らすべく、黄忠・厳顔を攻める。しかし、逆に敵の策にかかり敗走し夏侯徳の陣に逃げ帰っている。最後は、そこに出陣してきた黄忠に対し一騎討ちを挑むものの、逆に討ち取られてしまう。